# Dair al-Berscha
Koordinaten: 27° 45′ N, 30° 45′ O
Dair al-Berscha oder Deir el-Bersche (arabisch دير البرشا Dayr al-Barscha, DMG Dair al-Baršā) ist ein Dorf auf dem östlichen Nilufer südlich von Scheich Abade (heute Sheikh Ibada, früher Antinoopolis). Dair al-Berscha liegt im Markaz Mallawi im Gouvernement al-Minya, beim Zensus 2006 wurden 14.297 Einwohner gezählt.
An der Grenze zur Ostwüste befindet sich eine ausgedehnte antike Nekropole.

## Grabungsgeschichte
1891 bis 1892 kopierte Percy E. Newberry die Dekoration der damals zugänglichen Gräber. Später unternahmen Ahmed Kamal und Georges Daressy Grabungen in Dair el-Berscha. 1915 entdeckte George Andrew Reisner das Grab des Gaufürsten Djehutinacht. Seit 1988 führt die Katholieke Universiteit Leuven unter der Leitung von Harco Willems Grabungen in Dair el-Berscha durch.

## Geschichte
Während des Alten und Mittleren Reiches war Dair al-Berscha die Nekropole der antiken Stadt Hermopolis Magna (al-Aschmunein), obwohl es zehn Kilometer östlich der Stadt auf der anderen Seite des Nilufers lag. Im Mittleren Reich legten sich Gaufürsten große Felsengräber an. Diese Sitte wurde wohl wie in Qau el-Kebir unter Sesostris III. oder Amenemhet III. aufgegeben.
Später ließen sich die Bewohner von Hermopolis Magna in der Stadt selbst sowie in Tuna el-Gebel bestatten. In griechisch-römischer Zeit wurde die Nekropole wiederverwendet. In christlicher Zeit gab es mehrere Klöster in den nahen Tälern wie beispielsweise die Kirche von Dayr Abū Ḥinnis.
Dair al-Berscha wurde seit dem Neuen Reich auch als Steinbruch genutzt.

## Das Grab des Djehutihotep
Das Grab des Djehutihotep, eines Gaufürsten, Bürgermeisters und Hohenpriesters von Hermopolis Magna unter Sesostris II. und Sesostris III., ist für die großformatige Darstellung des Transportes einer Kolossalstatue von den Steinbrüchen von Hatnub nach Hermopolis Magna bekannt.
Andere Grabanlagen gehören weiteren Gaufürsten, aber auch unter ihnen dienende Beamte, wie z. B. Iha.